# Lavatera acerifolia

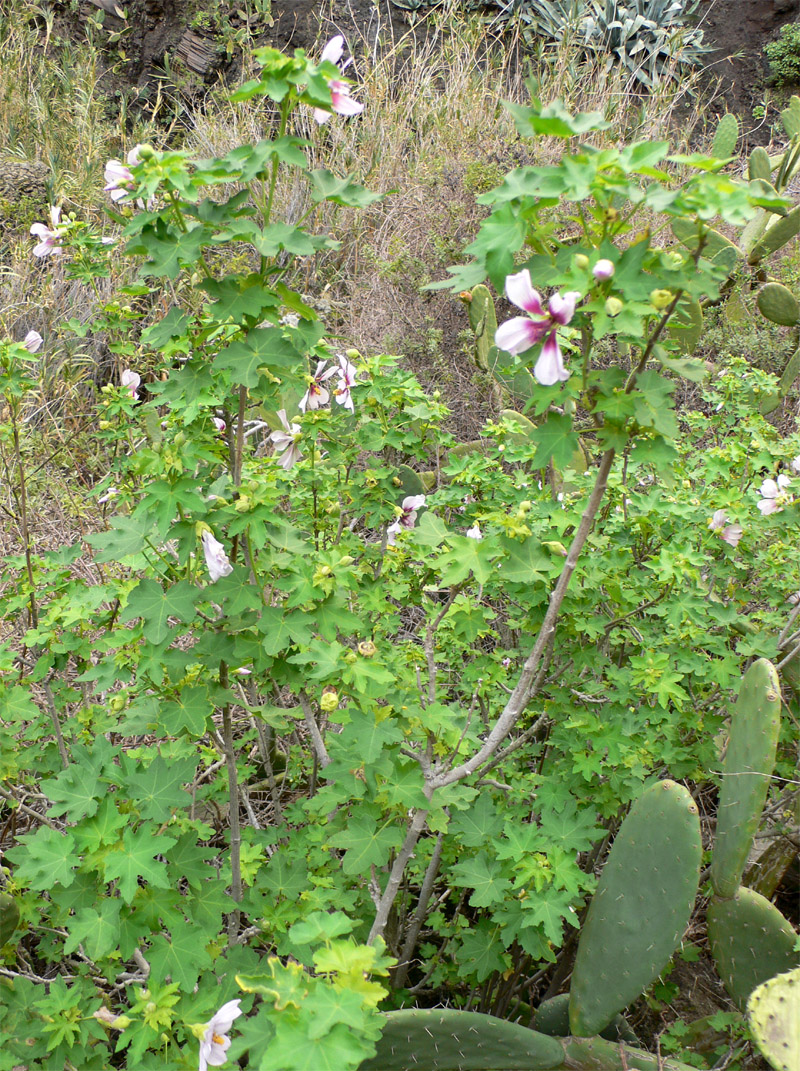
Vista general de la planta.

Lavatera acerifolia, frecuentemente conocida también por sus sinónimos Malva acerifolia o Malva canariensis, es una especie de planta herbácea de la familia de las malváceas. Es originaria de las islas Canarias.

## Descripción
L.acerifolia es una de las dos especies endémicas del género en Canarias. Se diferencia por sus flores, de color malva, con la base de los pétalos más oscura. 

## Distribución y hábitat
Se incluyen dos variedades: var.acerifolia, en Gran Canaria, Tenerife, La Gomera y La Palma, mientras que las plantas de las islas orientales pertenecen a la var.hariensis Svent. 
Crece en las partes basales de las islas, en lugares secos y ambiente soleado. Le encanta los suelos ricos en nitrógeno, especialmente aquellos un poco ruderales.
Es polinizada por insectos, especialmente por las abejas y Bombus.

## Nombre común
Se conoce como "malva del risco".

## Etimología
Lavatera: nombre genérico dedicado a los hermanos Lavater, médicos y naturalistas suizos del siglo XVII.
acerifolia: procede de Acer, que es el nombre genérico del arce y folius, que significa follaje, aludiendo a la semejanza foliar entre estas plantas.

## Sinonimia
- Sida acerifolia[1]
- Malva canariensis M.F.Ray, 1998.
- Althaea acerifolia (Cav.) Kuntze, Revis. Gen. Pl. 1: 66. 1891.
- Malva acerifolia (Cav.) Alef., Oesterr. Bot. Z. 12: 258. 1862, nom. illeg. non Walp. (1842).
- Saviniona acerifolia (Cav.) Webb & Berthel., Hist. Nat. Iles Canaries (Phytogr.) 1: 31. 1836.
- Lavatera phoenicea Willd., Enum. Pl. Suppl. (Willdenow) 49. 1814, nom. illeg. non Vent. (1803).